# Domenico d'Anglona
Domenico d'Anglona, noto anche come Domenico d'Anguillara (... – Montefiascone, 1432), è stato monaco cistercense, vescovo di Sutri e di Montefiascone.

## Biografia
Ignote le sue origini, forse nativo di Anglona o di Roma. Entrò nell'ordine cistercense nell'abbazia delle Tre Fontane a Roma. In seguito fu abate di San Sebastiano alle catacombe.
Il 19 ottobre 1411 papa Giovanni XXIII nominò Dominicus de Anglona vescovo di Sutri, rimasta vacante per la morte di Andrea.
Il 27 agosto 1423 il vescovo di Sutri è scelto da papa Martino V quale visitatore apostolico e riformatore dell'abbazia di Montecassino, poiché l'abate Pirro Tomacelli era stato estromesso dallo stesso papa dall'esercizio della giurisdizione cassinese. Il 2 ottobre dello stesso anno Martino V nominò il vescovo Domenico governatore e amministratore temporale del
monastero cassinese. Nelle fonti cassinesi, Domenico è noto con il titolo de Anguillaria. Di questo periodo della sua vita resta, nel regesto dell'abbazia, un atto, del 20 febbraio 1424, con cui conferisce la chiesa di San Benedetto di Calcaria in diocesi di Spoleto a fra Mauro da Foligno, monaco cassinese.
Il 28 febbraio 1429 Martino V trasferì Domenico alla diocesi di Montefiascone, la cui sede era vacante per il contestuale trasferimento del suo vescovo Antonio a Todi. Domenico morì nel corso del 1432; il 26 settembre di quell'anno la sede falisca era occupata dal nuovo vescovo Pietro Antonio.